# N Seoul Tower
N Seoul Tower (oficiálně YTN Seoul Tower, hangul: 엔 서울타워) je televizní a vyhlídková věž nacházející se na hoře Namsan v hlavním městě Jižní Koreji, Soulu. Hrubá stavba byla dokončena v roce 1969, kompletována byla v roce 1975 a otevřena veřejnosti v roce 1980. Je vysoká 236 metrů a je tak druhou nejvyšší stavbou ve městě (k r. 2017), vrchol leží v nadmořské výšce 483 metrů. Ve čtvrté, tedy poslední vyhlídkové plošině, se nachází otočná restaurace, která se otočí jednou za 48 minut. Večer je nasvícena různými barvami.